# Впусти меня (фильм, 2008)
«Впусти меня» (швед. Låt den rätte komma in) — кинофильм шведского режиссёра Томаса Альфредсона, основанный на одноимённом романе шведского писателя Юна Айвиде Линдквиста, который выступил сценаристом кинокартины. Это история о 12-летнем мальчике, живущем в пригороде Стокгольма Блакеберге и обижаемом сверстниками. Он заводит дружбу с девочкой по имени Эли, которая оказывается вампиром.
Название книги и фильма отсылает к носящей схожее имя известной песне британского певца Стивена Патрика Моррисси, а также в какой-то мере к бытующему в фольклоре поверью, по которому вампир может проникнуть в чужой дом только будучи так или иначе приглашённым хозяином. Русское название фильма «Впусти меня» является переводом английского варианта «Let me in», хотя оригинальное шведское название «Låt den rätte komma in» дословно на русский должно переводиться примерно как «Впусти того, кого следует». Когда роман готовился к выходу в США, американские книгоиздатели попросили Линдквиста сократить название, потому что оно не умещалось на заданном формате обложки. В России роман также был издан под сокращённым названием.
Фильм получил признание международной критики, а также множество наград, включая «Премию основателей за Лучшую Особенность Рассказа» на Кинофестивале Трайбека в 2008 году. В самой Швеции фильм получил четырёх Золотых Жуков от Шведского института кино. В связи с успехом фильма на различных кинофестивалях ещё задолго до выхода картины в американский прокат независимая студия «Hammer Films» на Кинофестивале Трайбека в апреле 2008 года приобрела права на англоязычный ремейк, который вышел на экраны в 2010 году.

## Сюжет
Мальчик двенадцати лет, живущий в пригороде Стокгольма Блакеберге в 1982 году, не пользуется популярностью среди сверстников: его обижают и дразнят. Оскар не отвечает обидчикам и терпеливо сносит все издевательства, не жалуясь ни матери, ни отцу, которые живут раздельно. Мать Оскара — строгая женщина, отец же выпивает. Однако Оскар любит отца, и ему весело с ним.
Жизнь Оскара меняется, когда он встречает странную девочку, которая зимой ходит в совершенно лёгкой одежде и не мёрзнет. К тому же ей «примерно 12 лет» по её собственным словам. Она не знает, сколько ей точно, и даже не знает, когда у неё день рождения. Эли не простая девочка, для жизни ей нужна кровь, и эту кровь добывает для неё её «отец» Хокан, мужчина, с которым она живёт. Но тот уже стар и последнее время всё реже приносит девочке «еду». Именно поэтому Эли достаточно сложно сдержаться, чтобы не напасть на Оскара, но из каких-то соображений она удерживается.
Общение Эли и Оскара продолжается. Девочка помогает Оскару найти в себе силы ответить на издевательства, которым он подвергается в школе, Оскар же, хотя и с трудом, принимает тот факт, что Эли — вампир. Это раскрывается, когда «отец» Эли, которого застали на месте преступления, облив себя кислотой, оказывается в больнице. Эли явно нужен новый помощник. Оскар, который считает Эли своим единственным другом, продолжает с ней дружить и даже помогает ей спастись, когда её чуть было не убивают. Чтобы не быть раскрытой, девочке приходится уехать. Оскар же остаётся в городе и продолжает ходить в школу, но за всё приходится платить. Мальчик, который издевался над главным героем, попросил своего брата отомстить за то, что Оскар разбил ему ухо. Эли появляется как раз вовремя, чтобы помочь своему другу, и с того момента Оскар становится спутником вампира.

## В ролях
- Коре Хедебрант — Оскар (Oskar)
- Лина Леандерссон — Эли (Eli)
- Элиф Сейлан — голос Эли
- Пер Рагнар — Хокан (Håkan)
- Хенрик Даль — Эрик (Erik)
- Карин Бергкуист — Ивонн (Yvonne), мать Оскара
- Питер Карлберг — Лаке (Lacke)
- Ика Норд — Виржиния (Virginia)
- Микаэль Рахм — Юке (Jocke)
- Карл-Роберт Линдгрен — Гёста (Gösta)

Одним из авторов музыки к фильму стал Пер Гессле, гитарист Roxette. Он написал песню «Kvar i min bil» (Забытый в моей машине), которая звучит в картине три раза. Также в сцене в бассейне звучит песня группы Secret Service «Flash In The Night».

## Производство

### История

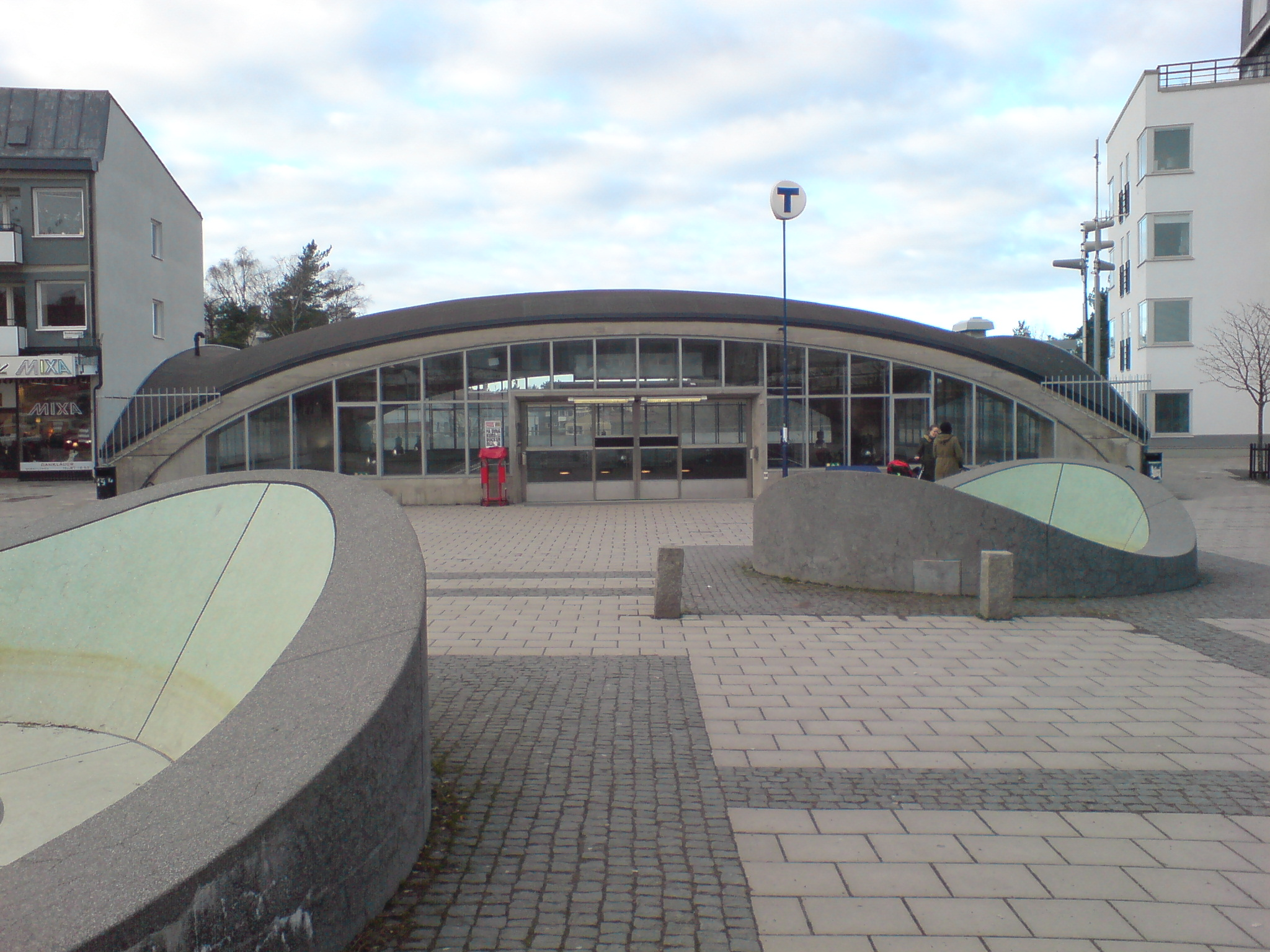
Станция метро в Блакеберге, которую очень часто показывают в фильме

Права на экранизацию романа были приобретены продюсером кинокомпании «EFTI» Джоном Нордлингом ещё в конце 2004 года. Для начала он связался с издательством Линдквиста «Ордфронт», но там его поставили в лист ожидания под 48-м номером, и тогда Нордлинг позвонил писателю лично. Линдквисту понравилось, что у Нордлинга видение о том, какой фильм он хочет снять, совпадало с его собственным, а также то, что он хочет экранизировать роман «не ради денег, а ради правильного созвездия». Режиссёр Томас Альфредсон познакомился с романом благодаря одному своему другу. Сюжет романа ему очень понравился, так как напомнил ему о собственных детских годах. Линдквист одобрил кандидатуру Альфредсона на должность режиссёра экранизации, так как был знаком с его предыдущими работами, и к тому же обнаружил, что они с Альфредсоном «весьма хорошо понимают друг друга».
В дополнение к компании «EFTI» к производству фильма подключились шведская телекомпания «Sveriges Television» и международный продюсерский центр «Filmpool Nord». Всего на производство фильма было выделено приблизительно 29 млн. SEK (около $4 млн.). Поддержку фильму оказали Шведский Институт Кинематографии и «Nordisk Film- & TV Fond».

### Сценарий
Линдквист настоял на том, чтобы писать сценарий с сотрудничестве с Альфредсоном. Альфредсон, который не испытывал симпатии ни к жанру ужасов, ни тем более к историям про вампиров, поначалу был настроен скептически к тому, что сценарий будет создаваться при участии самого автора, однако результат ему понравился. Некоторые сюжетные линии книги были завуалированы или вообще убраны в силу своей жёсткости. Это было также сделано для того, чтобы полностью сфокусировать внимание зрителей на отношениях Оскара и Эли. Например, полностью был исключён друг Оскара Томми, сюжетная линия которого в романе осталась вообще незавершённой. Убраны биографии Виржинии и Лакке, изменён мотив того, почему Йонни подговаривает старшего брата утопить Оскара в бассейне, количество жертв Хокана и Эли также сокращено. В романе Хокан был педофилом и его отношения с Эли также имели соответствующую специфику, однако Альфредсон решил убрать эту часть сюжета, так как считал, что фильм не может иметь дело с такой серьёзной темой, как педофилия, с учётом того, что в центре сюжета были показаны отношения двух детей.
Ключевым пассажем фильма является то, что будет с вампиром, если он переступит порог без приглашения. Томас Альфредсон первоначально не хотел снимать одну из ключевых сцен, в которой кожа Эли начинает кровоточить, потому что Оскар не разрешил ей войти. Линдквист настоял на съёмках этого эпизода. Работая над сценой, Альфредсон понял, что в данном эпизоде музыка и прочие звуковые эффекты могут сделать её очень «американизированной». Получившийся в конечном итоге видеоряд впоследствии был расхвален многими критиками, а Питер Брэдшоу из «Guardian» назвал данный момент «гемофилией отказа».
В романе Эли является мальчиком Элиасом, кастрированным много лет назад вампиром-садистом. В фильме половая принадлежность Эли представлена очень двусмысленно: есть лишь краткий кадр, показывающий, что у Эли ниже пояса вместо половых органов проходит шрам (точно такое же было и в романе), однако его происхождение, как и причины становления Эли вампиром, не раскрываются. Между тем роль Эли исполняет девочка Лина Леандерссон, хотя в то же время у Эли сохранен низкий андрогинный голос (Лина Леандерссон на протяжении всего фильма переозвучена актрисой Элиф Сейлан). В сцене, где Оскар предлагает Эли стать его подругой, она отвечает ему, что она не девочка. Сюжет фильма, в отличие от романа, в целом подразумевает, что Эли вообще не имеет никакой половой принадлежности. Согласно интервью с Альфредсоном, в фильме первоначально были задуманы сцены-воспоминания, показывающие, как Эли стала вампиром, но в конечном счёте эти сцены так и не снимались и были убраны из сценария. В целом Линдквист был доволен адаптацией. Когда Альфредсон показал ему 8-минутный ролик, Линдквист сказал, что это чертовски красиво. Впоследствии он описал фильм, как «шедевр».

### Подбор актёров
В течение года по всей Швеции шёл открытый кастинг на роли в экранизации. Каре Хедебрант получил роль Оскара после одного прослушивания, которое состоялось в его же школе. Лина Леандерссон откликнулась на объявление в Интернете и после трёх прослушиваний была утверждена на роль Эли.
Томас Альфредсон описывал кастинг как самую сложную часть съёмочного процесса. Больше всего опасений у него вызывало то, что зрители, которые читали роман, могли не воспринять Оскара и Эли такими, как их собирались изобразить в фильме. По замыслу Альфредсона Оскар и Эли должны были быть «зеркальными отображениями друг друга», в которых «Эли имела всё то, чего не было у Оскара».
В дальнейшем Альфредсон остался доволен Хедебрантом и Леандерссон, которых он часто называл «чрезвычайно умными», «невероятно мудрыми» и «беспрецедентно фантастическими».

### Съёмки
Хотя в романе была описана чёткая география места действия, в послесловии Линдквист отметил, что намеренно по сюжету занизил температуру ноябрьской погоды по сравнению с реальной. Зима в Стокгольме на самом деле не такая снежная, как показана в фильме, поэтому большая часть съёмок прошла не в Блакеберге, а в расположенном на севере Швеции городе Лулео — только там можно было заснять суровый зимний антураж. В самом Блакеберге было снято очень немного сцен — в основном это были кадры, в которых показана станция метро Блакеберга. Одной из полных сцен, снятых в Блакеберге, была та, в которой Эли нападает на Виржинию (можно заметить, что в кадрах этой сцены полностью отсутствует снег). Другая сцена, в которой Эли нападает в туннеле на Юке, была снята в соседнем городе Рокста, так как реальный туннель в Блакеберге оказался слишком высоким для заданного формата изображения. Сцена, в которой Эли ползёт по стене больницы, снималась в Будене, при этом в роли стены больницы выступала стена городской ратуши.
Конструкция jungle gym на детской площадке, на которой разворачивается множество сцен отношений Оскара и Эли, была построена специально для фильма. Её дизайн был разработан так, чтобы полностью уместиться на общем плане широкоформатного кадра, в то время как реальные jungle gym очень часто вытянуты в высоту, а не в ширину.
Фильм снимался на одну единственную камеру Arri 535B, которая если передвигалась, то только по рельсам. Система Стедикам при съёмках не была задействована.
Эпизод, в котором Оскар объясняет Эли азбуку Морзе, снимался в павильоне и поэтому полностью состоит из кадров с крупными планами.

## Критика
Роджер Эберт поставил 3,5 из 4 звезд, назвав его «фильмом о вампирах, который серьёзно относится к вампирам», проводя сравнения с «Носферату, симфония ужаса» и «Носферату — призрак ночи». Также Эберт похвалил актеров за «мощную» игру в «истощающих» ролях.

## Награды и номинации

### Награды
- 2009 — премия «Сатурн» в номинации «Лучший международный фильм»
- 2009 — премия «Бодил» за лучший неамериканский фильм (Томас Альфредсон)
- 2009 — приз «Золотой ворон» Брюссельского кинофестиваля
- 2008 — награда критиков «Rotten Tomatoes» на Эдинбургском кинофестивале
- 2008 — 4 награды кинофестиваля «Fant-Asia»: лучший европейский/американский фильм, премии жюри в номинациях «Лучший режиссёр», «Лучший фильм», «Лучшая операторская работа»
- 2009 — Гран-при и Награда критиков на кинофестивале в Жерармере
- 2008 — 2 награды Гётеборгского кинофестиваля: за лучший фильм и лучшую операторскую работу
- 2008 — Гран-при Каталонского кинофестиваля в Ситжесе
- 2008 — приз зрительских симпатий на Вудстокском кинофестивале

### Номинации
- 2009 — номинации на премию «Сатурн» за лучший сценарий (Джон Айвиде Линдквист) и за лучшего юного актёра (Лина Леандерссон)